# SIG Sauer P226
Die SIG Sauer P226 ist eine Selbstladepistole des deutschen Herstellers SIG Sauer. Sie basiert auf der seit 1975 produzierten SIG P220 und wurde dahingehend modifiziert, dass sie eine höhere Munitionskapazität erhielt. Damit sollte sie sich für internationale Ausschreibungen über militärische Kurzwaffen qualifizieren.

## Hintergrund
Dabei ging es vor allem um die Ausschreibung über die neue Dienstpistole der US-amerikanischen Streitkräfte, die im Jahre 1984 die betagte Colt M1911 ersetzen wollten. Im Feld der Mitbewerber waren namhafte Firmen wie Smith & Wesson, Colt, Fabrique Nationale d’Armes de Guerre sowie Fabbrica d’Armi Pietro Beretta; nach einem langen Vergleichsverfahren verblieben jedoch nur noch die SIG Sauer P226 sowie die italienische Beretta 92 im Rennen. Technisch gleichauf, entschieden sich die USA aufgrund des geringeren Gesamt-Systempreises für die Anschaffung der Beretta. Wenn auch der überaus lukrative Markt des amerikanischen Militärs dadurch verloren ging, so entschieden sich doch viele andere Streitkräfte und Polizeiformationen für die SIG-Sauer. Die wichtigsten darunter waren:
- der United States Secret Service
- die British Army sowie der Special Air Service
- der Naval Criminal Investigative Service
- die Israelischen Streitkräfte
- das Niederländische Heer
- die United States Navy SEALs
- diverse Schweizer Polizeikorps
- die Berliner Polizei (SEK/MEK/PSK in Teilen)
- das Bundeskriminalamt (Deutschland)

## Technik

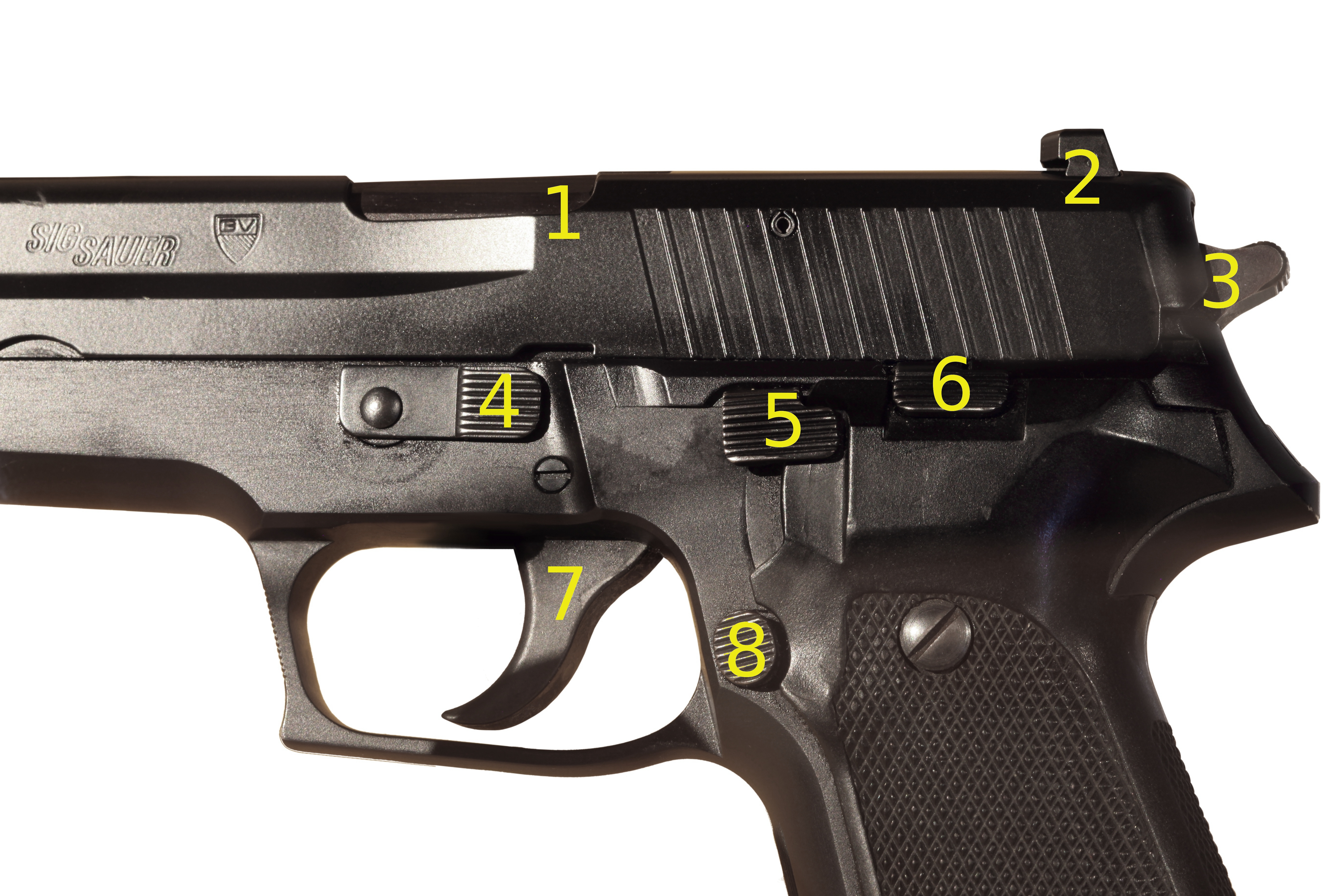
1. Auswurffenster, 2. Kimme, 3. Hahn, 4. Zerlegehebel, 5. Entspannhebel, 6. Schlittenfanghebel, 7. Abzug, 8. Magazinlöseknopf

Die P226 unterscheidet sich durch die Magazinkapazität vom Ursprungsmodell. Das zweireihige Magazin fasst nun 15 Schuss, dafür wurde das Griffstück etwas breiter. Die Verriegelung erfolgt wie dort durch einen Schwenklauf, der im Auswurffenster einrastet. Entsprechend den Ausschreibungskriterien der US-Army ist die Magazinraste beidseitig vorhanden. Für den universellen Einsatz sowohl im zivilen als auch im militärischen Umfeld werden mehrere Varianten bezüglich der verwendeten Munition sowie des Abzugmechanismus angeboten:
- Double Action (DA/SA): klassischer Spannabzug, das Abzugsgewicht beträgt bei ungespannter Waffe 53,9 N (5,5 kp), sonst 19,61 N (2,0 kp) (Hahn bleibt nach dem ersten Schuss gespannt, daher ab dem zweiten Schuss single action, der Hahn kann auch vor dem ersten Schuss gespannt werden.)
- Double Action Only (DAO): reiner Spannabzug, immer 53,9 N (5,5 kp)
- Double Action Kellermann (DAK): stets vorgespannte Waffe mit konstant 34,3 N (3,5 kp) Abzugsgewicht, ähnlich dem Safe-Action-System der Glock

## Varianten

### P224
Die P224 ist die Subcompact-Version der P226. Sie verfügt über einen Single Action/Double Action-Mechanismus und hat einen Double-Action-Kellerman-Abzug. Das Standardmagazin hat eine Kapazität von 10 Schuss für .357 SIG bzw. .40-Kaliber oder 12 Schuss für 9 mm.

### P229
Die P229 ist die Compact-Version der P226. Sie verfügt über einen Single Action/Double Action-Mechanismus und hat einen Double-Action-Kellerman-Abzug.